# Pristurus samhaensis
Pristurus samhaensis — вид геконоподібних ящірок родини Sphaerodactylidae. Ендемік Ємену.

## Поширення і екологія
Pristurus samhaensis мешкають на островах Самха і Дарса в архіпелазі Сокотра. Вони живуть серед скель і каміння, на висоті до 250 м над рівнем моря.